# Mark Strickson
Mark Strickson (* 6. April 1959 in Stratford-upon-Avon) ist ein britischer Schauspieler.

## Leben
Nachdem Mark Strickson zwei Jahre am National Youth Theatre aufgetreten war, absolvierte er seine Schauspielausbildung an der Royal Academy of Dramatic Art (RADA). Danach trat er zweieinhalb Jahre im Theater auf. Seine ersten größeren Fernsehauftritt hatte er in der Fernsehserie Angels. Er sollte in der Serie zum Hauptdarsteller werden, entschied sich aber für eine Rolle bei Doctor Who. In Doctor Who spielte er Vislor Turlough, einen Begleiter des fünften Doktors. 1984 stieg er aus der Serie aus. Gemeinsam mit seiner Ehefrau zog er 1988 nach Australien. Dort studierte er Zoologie an der University of New England. Am Schauspielen hatte Strickson nur noch wenig Interesse und drehte stattdessen Naturdokumentationen. Dabei entdeckte er unter anderem Steve Irwin, den Crocodile Hunter.
Seit den 2000er Jahren wirkt Strickson an einigen Doctor-Who-Hörspielen von Big Finish mit. Zur Zeit lebte er mit seiner Frau Lisa und einem gemeinsamen Sohn in Neuseeland.

## Filmografie (Auswahl)
- 1982: Angels (Fernsehserie, 6 Folgen)
- 1983–1984: Doctor Who (Fernsehserie, 32 Folgen)
- 1984: Charles Dickens Weihnachtsgeschichte
- 1985: Jim Bergerac ermittelt (Bergerac, Fernsehserie, 1 Folge)
- 1988: Casualty (Fernsehserie, 1 Folge)
- 1989: Simon Templar: Tod im Vergnügungspark (The Saint: Fear in Fun Park)
- 1993: Der Aufpasser (Minder, Fernsehserie, 1 Folge)
- 1998: Lust in Space
- 2003: Advanced Warriors